# Žulja (Nevesinje)
Žulja (en serbe cyrillique : Жуља) est un village de Bosnie-Herzégovine. Il est situé dans la municipalité de Nevesinje et dans la république serbe de Bosnie. Selon les premiers résultats du recensement bosnien de 2013, il ne compte aucun habitant.

## Histoire
Après la guerre de Bosnie-Herzégovine et à la suite des accords de Dayton, le village de Žulja, qui faisait partie de la municipalité de Nevesinje dans la république serbe de Bosnie, a été partiellement rattaché à la fédération de Bosnie-et-Herzégovine.

## Démographie

### Répartition de la population par nationalités (1991)
En 1991, le village comptait 293 habitants, répartis de la manière suivante :